# Grybaulios žuvininkystės tvenkiniai
Grybaulios žuvininkystės tvenkiniai este o arie protejată (arie de protecție specială avifaunistică — SPA) din Lituania întinsă pe o suprafață de 742,15 ha, integral pe uscat.

## Localizare
Centrul sitului Grybaulios žuvininkystės tvenkiniai este situat la coordonatele 53°59′51″N 24°22′28″E / 53.9975°N 24.3744°E.

## Înființare
Situl Grybaulios žuvininkystės tvenkiniai a fost declarat arie de protecție specială avifaunistică în februarie 2022 pentru a proteja 8 specii de animale.

## Biodiversitate
Situată în ecoregiunea boreală, aria protejată nu include niciun habitat protejat.
La baza desemnării sitului se află mai multe specii protejate de  păsări (8): fâsă-de-câmp (Anthus campestris), buhai de baltă (Botaurus stellaris), erete cenușiu (Circus pygargus), cristeiul de câmp (Crex crex), codalb (Haliaeetus albicilla), sfrâncioc roșiatic (Lanius collurio), cresteț cenușiu (Porzana parva), fluierar de mlaștină (Tringa glareola).
Pe lângă speciile protejate, pe teritoriul sitului au mai fost identificate 2 specii de păsări, 1 specie de amfibieni, 1 specie de nevertebrate.